# Lara Molinari
Lara Molinari (ur. 1970 w Mediolanie) – włoska rysowniczka i scenarzystka. Obecnie jeden z najpopularniejszych włoskich twórców komiksów z postaciami znanymi z uniwersum Kaczora Donalda.
Komiksy tworzy od 1993 roku, od początku kariery związana z wydawnictwem Mondadori (włoską filią wydawnictwa Egmont). Bohaterem zdecydowanej większości jej prac jest Kaczor Donald, postać ta pojawiła się, do grudnia 2006, w  119 pracach (komiksach, okładkach) artystki. Ważne miejsce w jej twórczości zajmują również Sknerus McKwacz (86 występów) oraz Kaczor Dziobas i Siostrzeńcy (po 56 występów). Stosunkowo często, w zestawieniu z innymi włoskimi rysownikami, tworzy również komiksy z udziałem Myszki Miki - stworzony przez Walta Disneya "gryzoń" pojawił się dotychczas w 21 pracach jej autorstwa.
Pełne dynamicznego humoru prace Lary Molinari, z reguły 20-30 stronicowe, dobrze znane są również w Polsce - regularnie ukazują się one, u boku dzieł takich rysowników jak Massimo Fecchi, Flemming Andersen czy Giorgio Cavazzano, na łamach miesięcznika "Gigant Poleca". Do tej pory polscy czytelnicy mieli okazję poznać m.in. komiksy Jesteśmy na wczasach, Jak po dżemie, Ubaw po pachy czy Być, albo nie być czarownicą.